# تالبرت أبرامز
تالبرت أبرامز (بالإنجليزية: Talbert Abrams)‏ هو طيار ومصور أمريكي، ولد في 17 أغسطس 1895، وتوفي في 26 أغسطس 1990 في لانسنغ في الولايات المتحدة.